# Cimitero ebraico di Blevice
Il cimitero ebraico di Blevice (in ceco Židovský hřbitov v Blevicích) si trova nella parte meridionale dell'omonimo comune del Distretto di Kladno nella Boemia Centrale, Repubblica Ceca. Il cimitero ebraico è stato fondato probabilmente nel XVII secolo, la più antica lapide leggibile è del 1720, la più recente del 1945.

## Storia

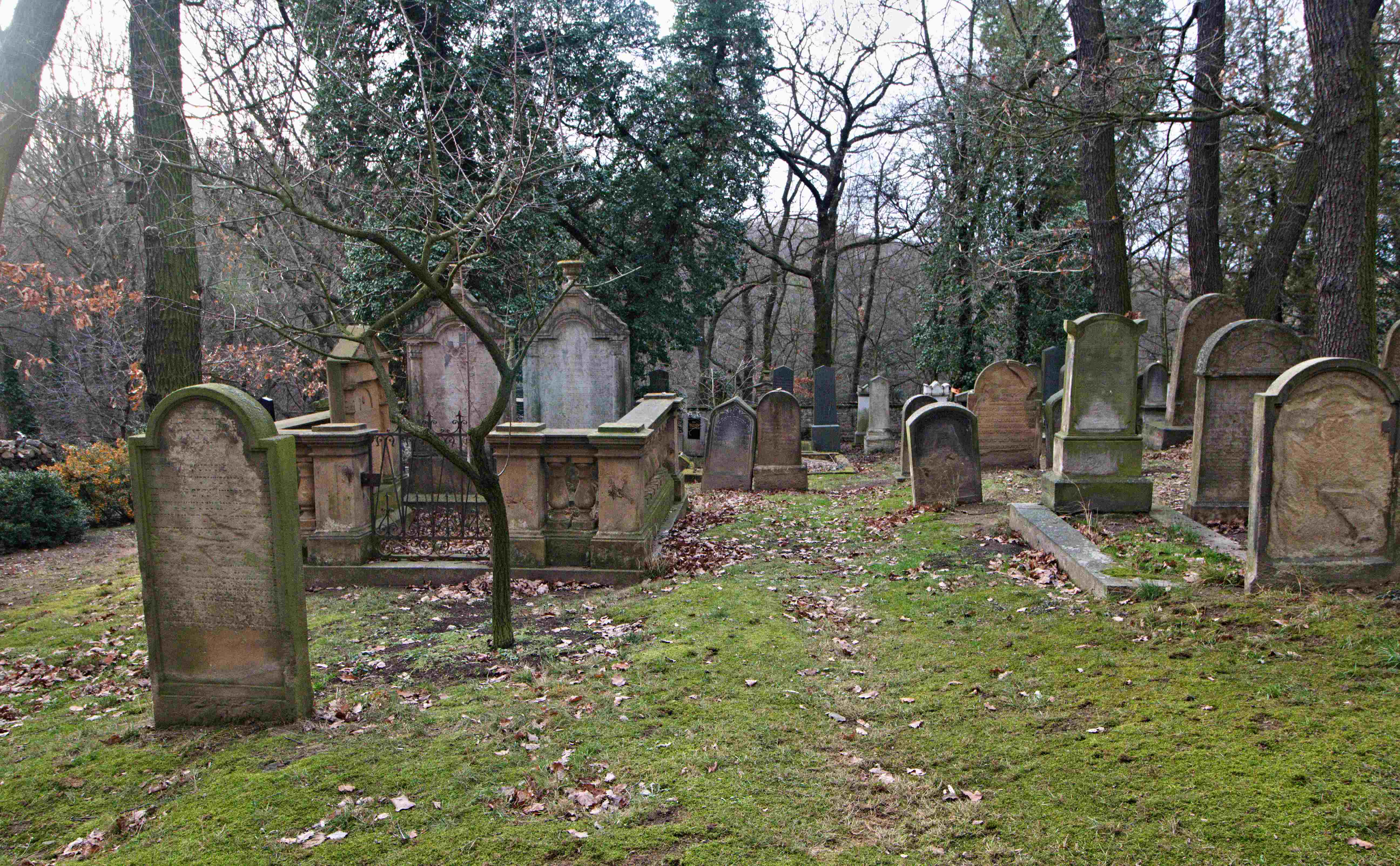
Particolare della parte centrale del campo

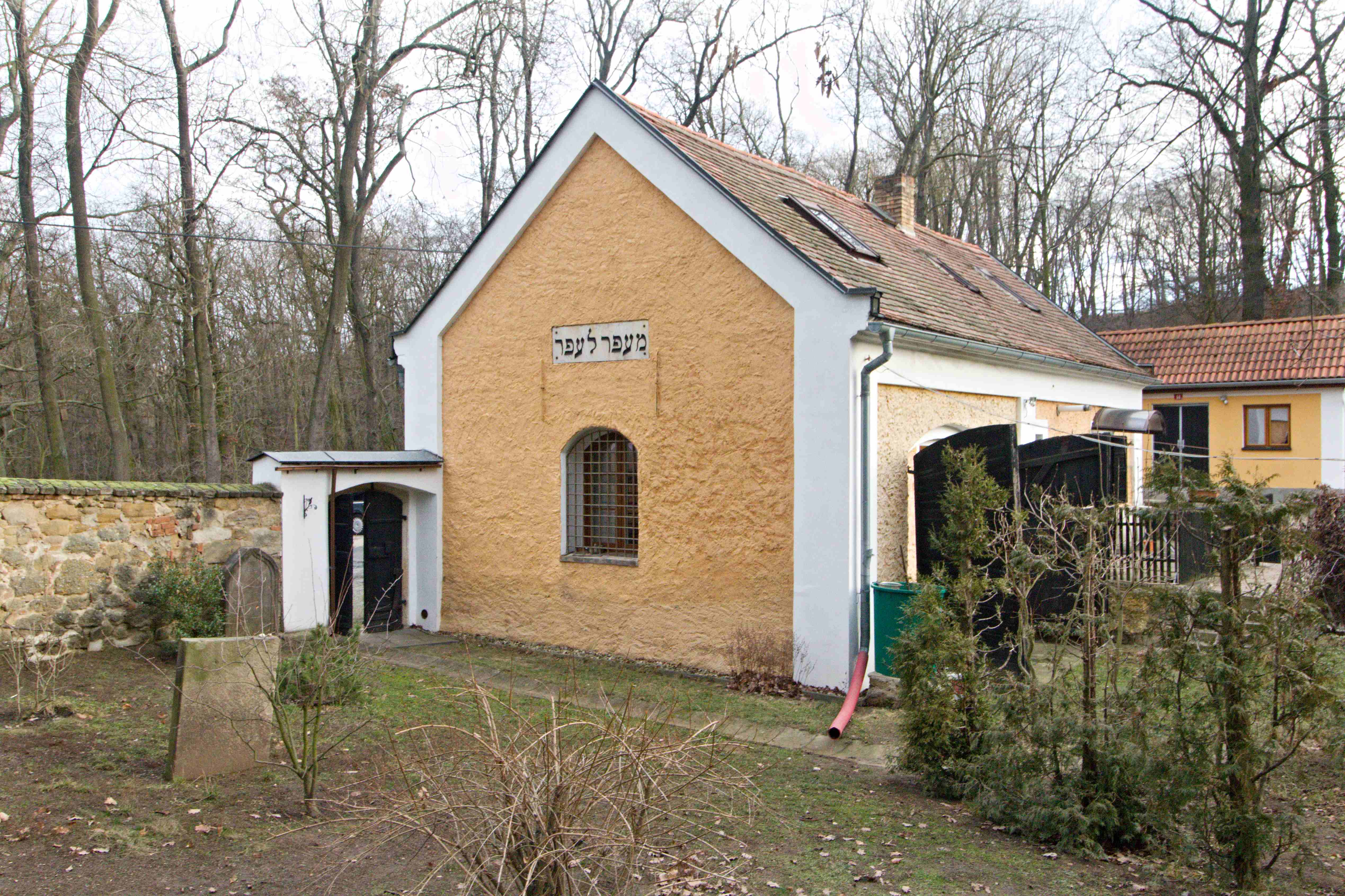
Abitazione dell'amministratore del cimitero

Il cimitero fu fondato probabilmente nella prima metà del XVII secolo e da allora è stato ampliato più volte. La lapide leggibile più antica risale al 1720 e l'ultima sepoltura che vi è stata effettuata ebbe luogo nel 1945. Il cimitero apparteneva dalla seconda metà del XVIII secolo circa alla comunità religiosa di Ješín e nel XX secolo alla comunità religiosa a Velvary.

## Descrizione
Il cimitero si trova all'estremità meridionale di Blevice, comune nella Boemia Centrale, Repubblica Ceca. Posto vicino alla strada per Zákolan, è circondato da un alto muro e l'ingresso è chiuso. La visita è possibile solo previo accordo con gli amministratori. Nel cimitero sono conservate circa 300 lapidi dall'inizio del XVIII secolo fino al 1945. Tra le lapidi vi sono quelle di diversi profughi galiziani e la lapide del rabbino Jakob Utitz di Velvar. La casa cimiteriale, costruita presumibilmente nel 1884 è permanentemente occupata dall'amministratore del cimitero, che ha sorvegliato il cimitero fino al 1998. Sulla facciata della casa c'è l'iscrizione in ebraico Sei polvere e in polvere tornerai. Il portale dell'accesso pedonale riporta l'anno 1885. Una parte più piccola del cimitero è divenuta un giardino mentre la superficie maggiore è stata mantenuta con le sue lapidi e viene restaurata, in particolare a partire dal 2008. Il cimitero è delimitato da un muro di cinta a pianta approssimativamente trapezoidale. Nella parte centrale sono presenti lapidi in arenaria caratterizzate da stele basse, mentre nella parte settentrionale le lapidi sono più recenti, prevalentemente in granito svedese e disposte in file regolari.

### Monumento culturale della Repubblica Ceca
La tutela dei monumenti della Repubblica Ceca considera il cimitero ebraico di Blevice un monumento culturale nazionale tutelato col numero di catalogo 1000153184.